# نوینبورگ (انتس)
شهر نوینبورگ (به آلمانی: Neuenbürg) در ایالت بادن-وورتمبرگ در کشور آلمان واقع شده‌است.